# Flugplatz Halle-Oppin

i7
i11
i13
Der Flugplatz Halle-Oppin (ICAO-Code: EDAQ) ist ein Verkehrslandeplatz. Er liegt östlich der Ortschaft Oppin im Saalekreis und wurde von 1968 bis 1971 erbaut.

## Geschichte

### Bis 1989
Der anfangs von der Gesellschaft für Sport und Technik betriebene Flugplatz diente zur Ausbildung von Segelfliegern und Fallschirmspringern. Er wurde am 7. August 1971 offiziell in Betrieb genommen.
Die Gründung des Klubs für Fallschirmsport Halle/Oppin leitete eine Entwicklung im Leistungssport bis hin zur Weltspitze ein. Von 1972 bis 1990 wurden von Oppiner Fallschirmspringern insgesamt 31 Medaillen allein bei Weltmeisterschaften errungen.
Als der Standort Halle-Oppin zum Leistungszentrum für Fallschirmsprung in der DDR ausgebaut wurde, mussten die Segelflieger zum benachbarten Flugplatz Renneritz umziehen.
Kurz vor der deutschen Einheit trafen sich Fallschirmspringer aus Ost und West zu einem ersten, gemeinsamen skydive-event unter dem Titel Deutsch-Deutscher Wiedervereinigungsboogie.

### Ab 1990

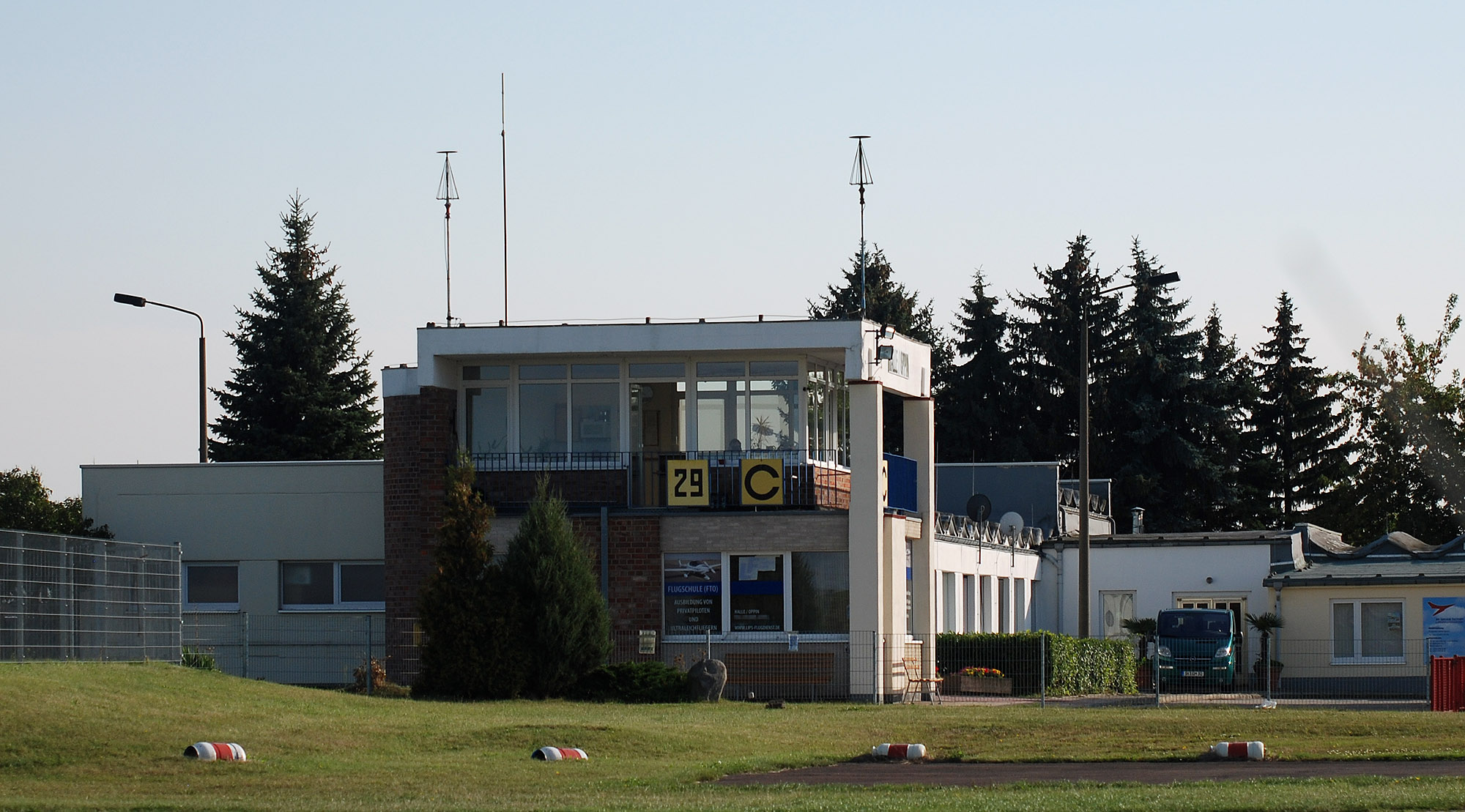
Tower

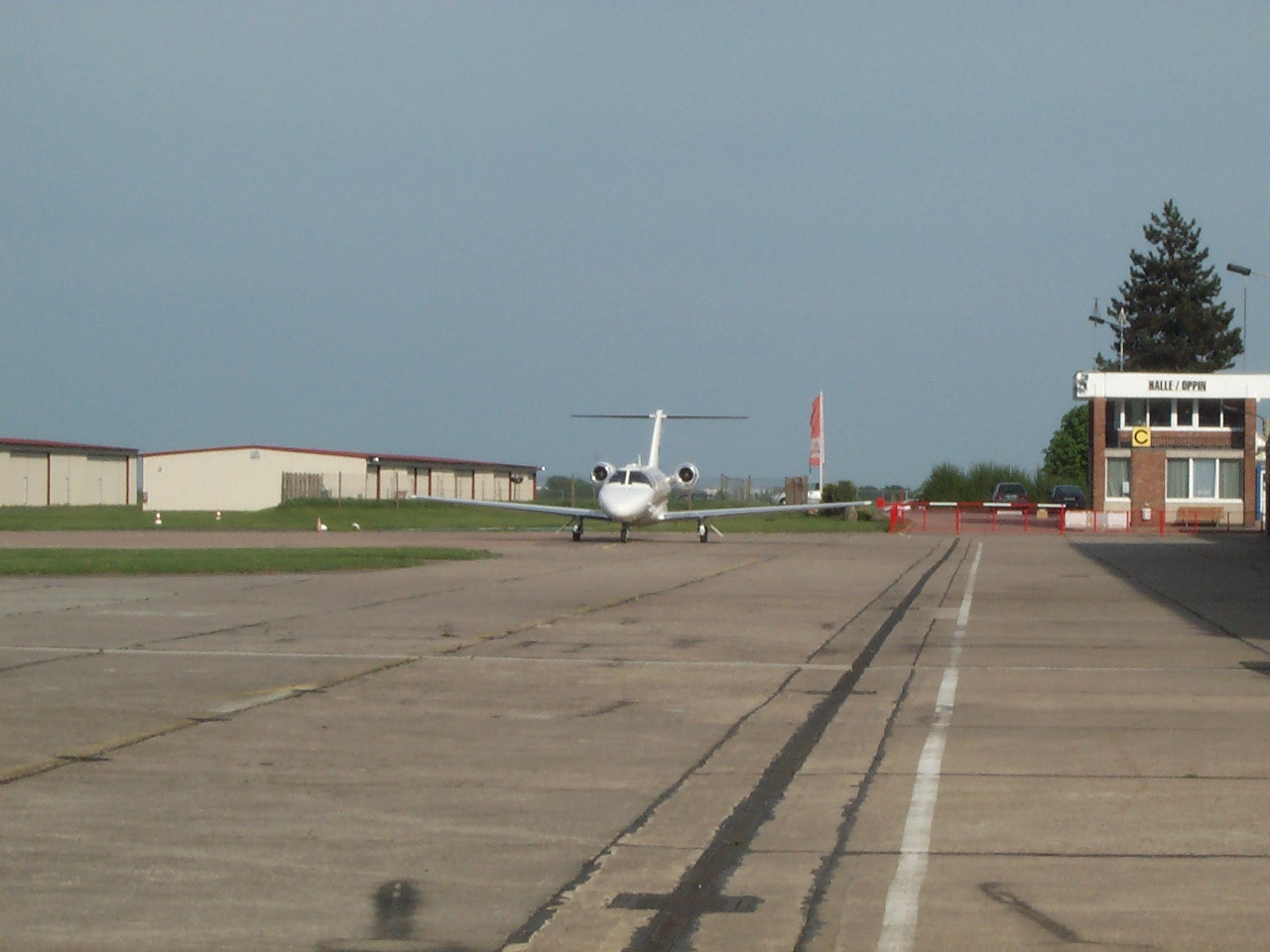
Abgestellter Jet in Halle-Oppin

Seit dem 20. Dezember 1990 wird der Flugplatz von der Flugplatzgesellschaft mbH Halle/Oppin betrieben.
Neben verschiedenen Flugwerften sind auch zwei Flugschulen und verschiedene Vereine am Platz beheimatet. Ein Modellflugverein hat im Nordteil des Platzes eine eigene „Piste“.
Der Flugsportverein Halle-Oppin e. V. nutzt den Nordteil des Platzes für Segel- und Motorsegelflug. Erstmals war der FSV-Oppin vom 15. bis 24. Juli 2005 Ausrichter der Landesmeisterschaften im Streckensegelflug. Im Jahr 2007 wird die Offene Landesmeisterschaft im Streckensegelflug, die zugleich ein Qualifikationswettbewerb für die Deutsche Meisterschaft der Junioren 2008 darstellt, vom 5. bis 12. August 2007 ebenfalls vom Flugsportverein Halle-Oppin ausgerichtet.
Seit 18. Juni 1991 befindet sich die Station Halle der DRF Luftrettung auf dem Flugplatz. Derzeit sind dort die Intensivtransporthubschrauber Christoph Halle (Airbus Helicopters H135) und Christoph Sachsen-Anhalt (Airbus Helicopters H145 D-3) stationiert. Die Alarmierung erfolgt über die Rettungsdienstleitstelle Halle (Saale) als zuständige Luftrettungsdienstleitstelle des Landes Sachsen-Anhalt. Von Oppin aus werden jährlich mehr als 2.000 Einsätze geflogen.
Auf dem Flugplatz befindet sich seit 1997 zudem einer der zwei Hubschrauberstützpunkte der Bundespolizei-Fliegerstaffel-Fuldatal (BPOLFLS FDT). An diesem Stützpunkt ist ein Airbus Helicopters H135 T2+ (Rufname: Pirol 441) stationiert, der in der Region Halle-Leipzig eingesetzt wird.
Darüber hinaus befinden sich auf dem Flugplatz eine Außenstelle der Air Lloyd Deutsche Helicopter Flugservice GmbH und der Air Lloyd Aerotechnics sowie eine Werft der ADAC Luftfahrt Technik GmbH, die für die Wartung der Polizeihubschrauberstaffel Sachsen-Anhalt zuständig ist.

## Flugplatzfeuerwehr
Die Flugplatzfeuerwehr setzt seit 1996 ein Tanklöschfahrzeug TLF 48 auf Tatra 148 sowie einen Toyota Hilux für den Erstangriff als Vorauslöschfahrzeug ein.